# Булакты (Карасайский район)
Булакты (каз. Бұлақты, до 199? г. — Авангард) — село в Карасайском районе Алматинской области Казахстана. Входит в состав Райымбекского сельского округа. Код КАТО — 195253600.

## Население
По данным 1999 года, в селе не было постоянного населения. По данным переписи 2009 года, в селе проживало 3799 человек (1917 мужчин и 1882 женщины).